# Allée couverte von Corn-er-Houët

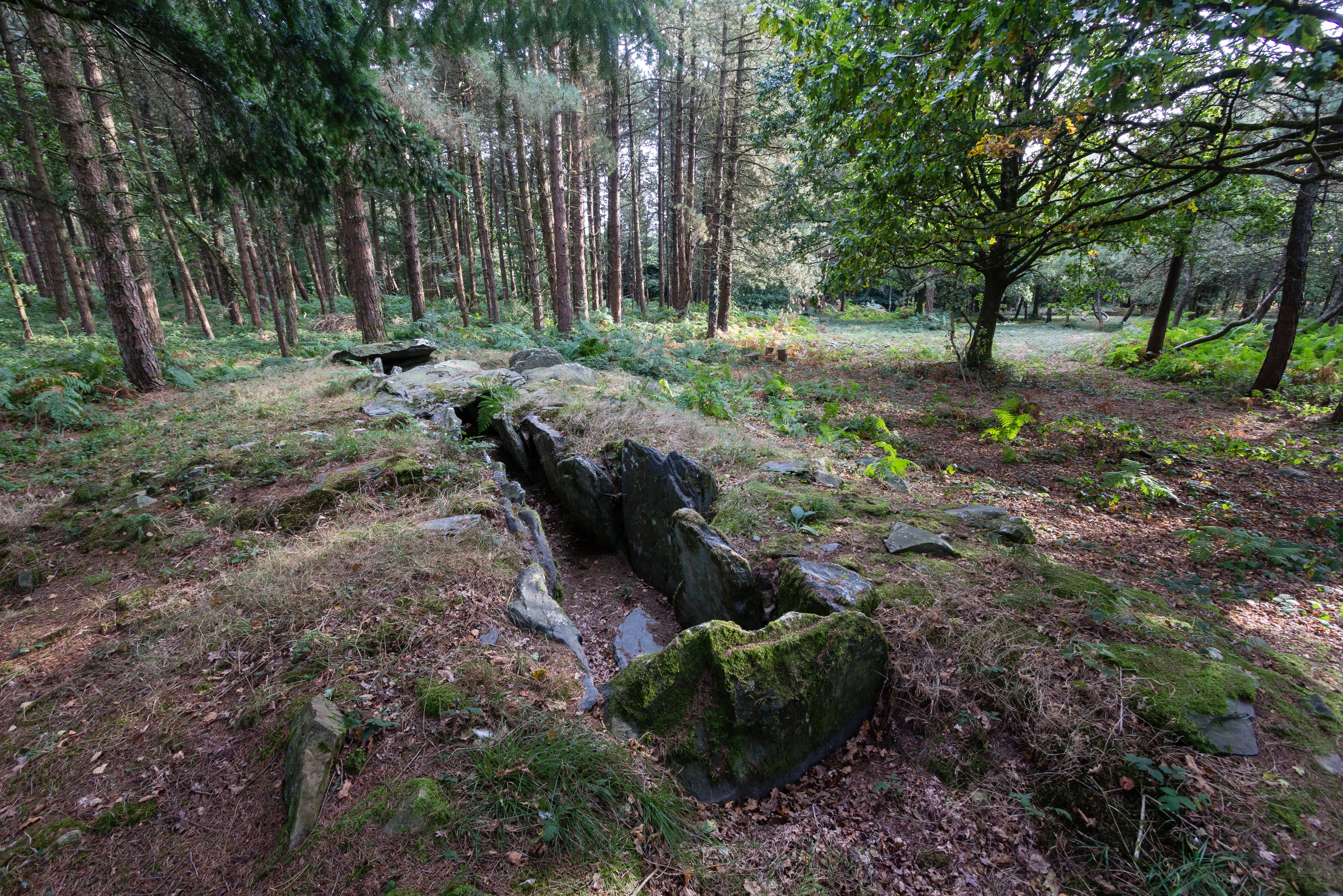
Allée couverte von Corn-er-Houët

Die Allée couverte von Corn-er-Houët (auch Dolmen de Corn-er-Houët genannt) liegt in einem Wald nordöstlich von Caurel, nordwestlich von Mûr-de-Bretagne im äußersten Süden des Département Côtes-d’Armor in der Bretagne in Frankreich. 
Die Allée couverte von Corn-er-Houët ist, insbesondere im Zugangsbereich, das am besten erhaltene Galeriegrab mit Seitenzugang (französisch sépultures mégalithiques à entrée latérale) in der Bretagne. Der Zugang erfolgte durch ein Seelenloch, das durch Auspicken der beiden Frontplatten aus Schiefer einen runden Zugang schafft.

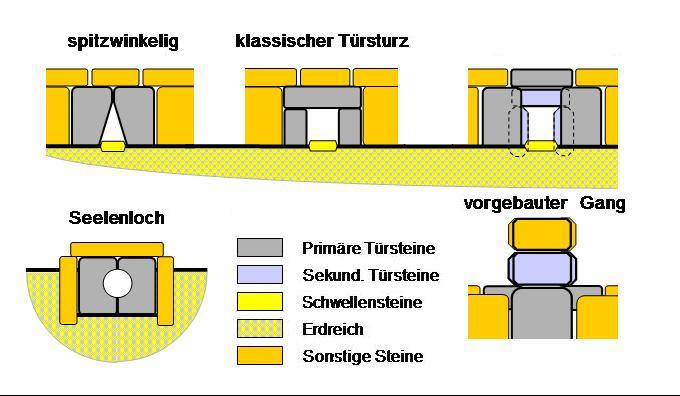
Unten links: Zugang mit Seelenloch (Prinzipskizze)

Der stark außermittig gelegene Gang ist etwa 3,0 Meter lang. 21 erhaltene Orthostaten bilden die Tragsteine der offenbar leicht doppel-trapezoiden, etwa 10,0 m langen und etwa 1,2 m breiten Kammer. Drei zumeist verlagerte Decksteine liegen auf den Tragsteinen. Die endneolithische Architektur des 3. Jahrtausends v. Chr. erinnert an nordische Ganggräber. Die Felsritzung zweier gegenständig dargestellter Báculos ist auf einem der Gangsteine sichtbar.
Das Galeriegrab liegt in einem ovalen Tumulus von etwa 22,0 m Länge und 8,0 m Breite, dessen Rand aus Mauern mit kleinen Platten besteht. Die Allée couverte wurde 1998 als Monument historique klassifiziert.

Allée couverte von Corn-er-Houët
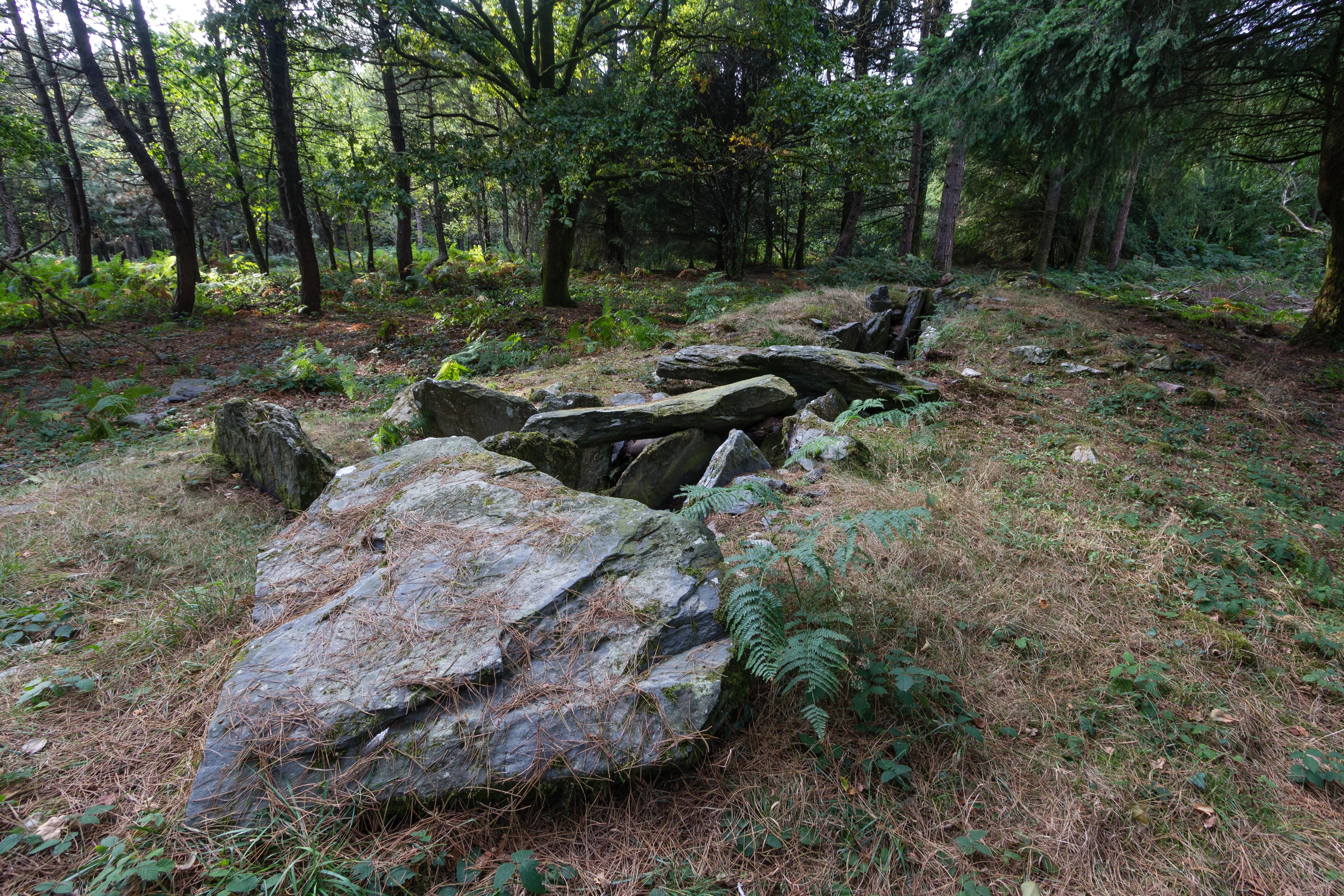
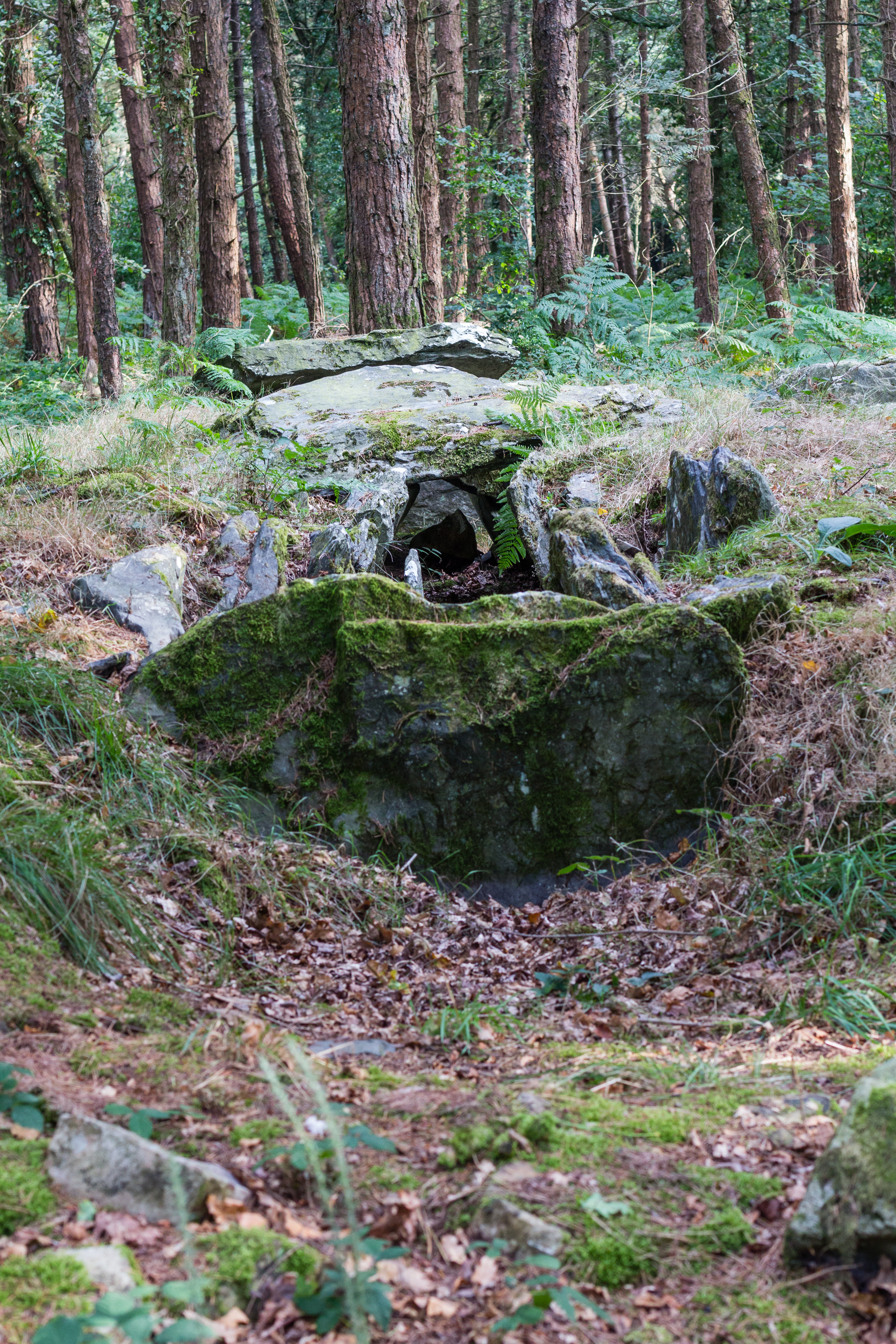
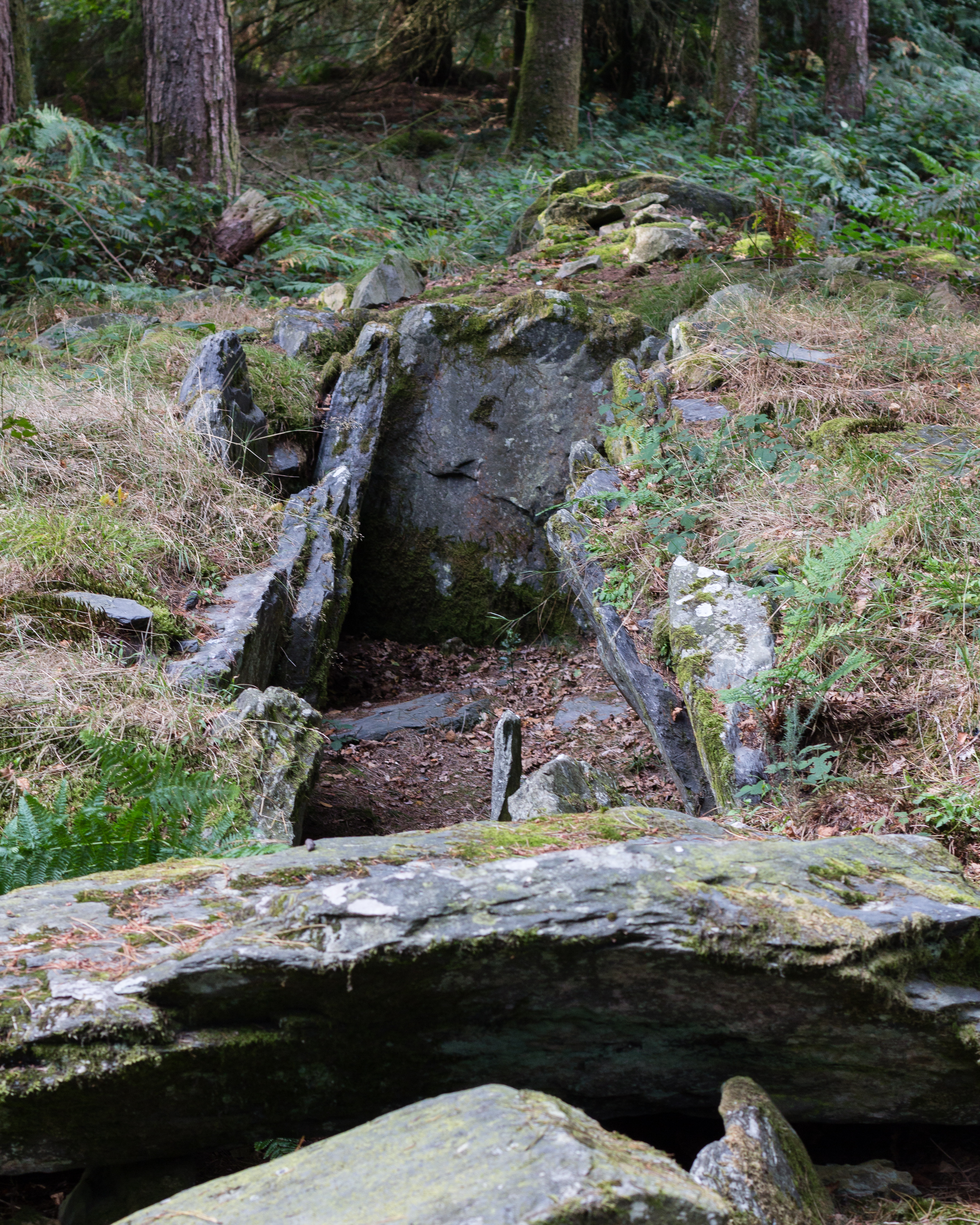
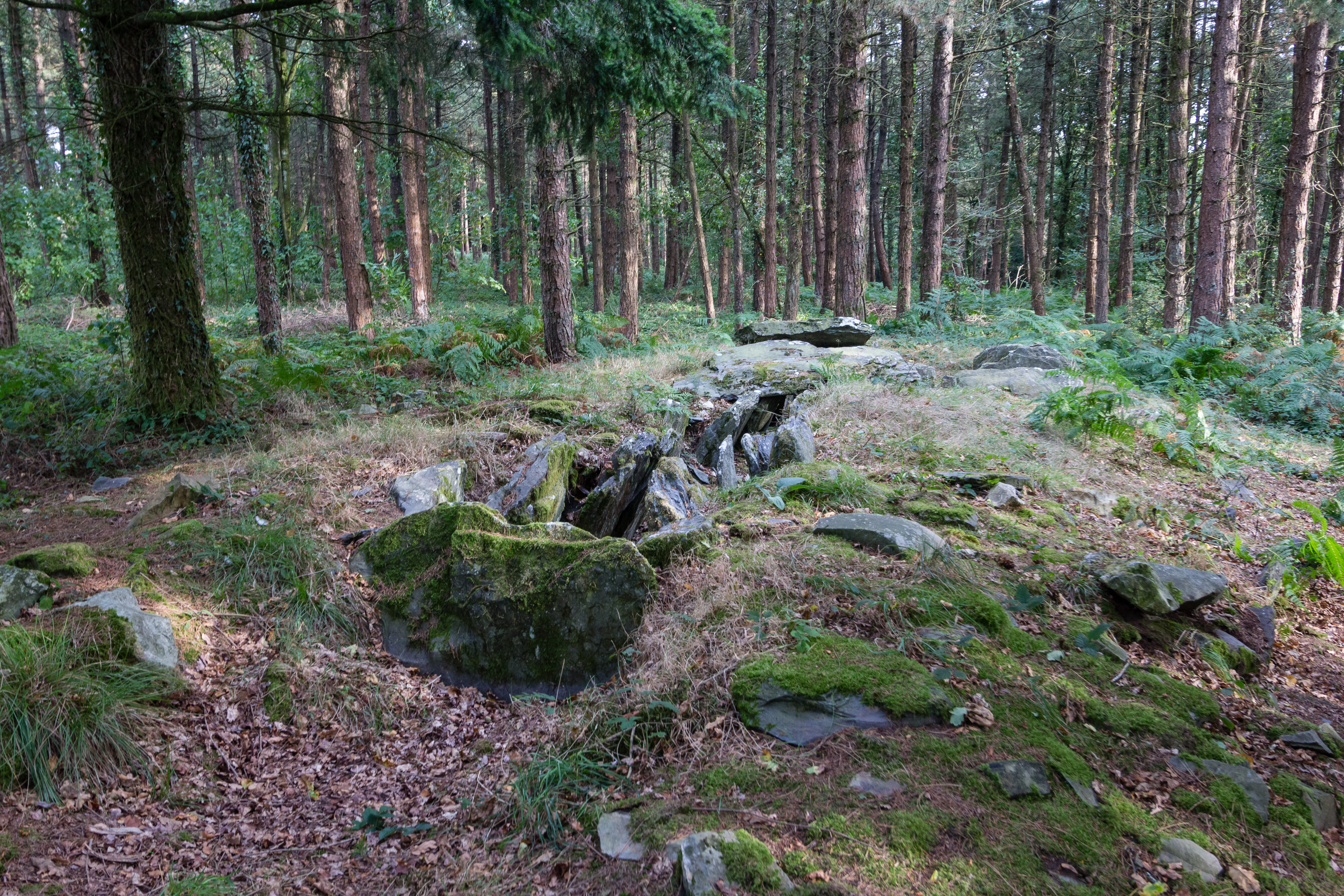

Etwa 1 km südwestlich liegt das Galeriegrab Coët-Correc.